# Louise Bryant
Louise Bryant, nata Anna Louisa Mohan (San Francisco, 5 dicembre 1885 – Sèvres, 6 gennaio 1936), è stata una giornalista e scrittrice statunitense.

## Biografia
Di idee marxiste e anarchiche, è nota per i suoi saggi radicali e femministi. Pubblicò articoli in vari giornali della sinistra radicale, tra cui The Blast di Aleksandr Berkman. Nel 1917, a Pietrogrado, fu testimone insieme al marito John Reed della Rivoluzione d'ottobre, che descrisse nel libro Six Red Months in Russia (1918).
Morì nel 1936 di emorragia cerebrale in Francia e fu sepolta al Cimetière des Gonards a Versailles.